# ماریو لوسیانی
ماریو لوسیانی (ایتالیایی: Mario Lusiani; ۴ مهٔ ۱۹۰۳ – ۳ سپتامبر ۱۹۶۴) دوچرخه‌سوار اهل ایتالیا بود.
وی در مسابقات کشوری و بین‌المللی در مجموع برندهٔ ۱ مدال طلا شده‌است.